# Mr. Show with Bob and David
Mr. Show with Bob and David, även känt som Mr. Show, är ett amerikanskt komiskt sketchprogram med Bob Odenkirk och David Cross som värdar och ofta i huvudrollerna. Serien sändes ursprungligen på HBO från den 3 november 1995 till den 28 december 1998, totalt 30 avsnitt under fyra säsonger.